# Izquierda-Ezkerra

Izquierda-Ezkerra (I-E) logo

Izquierda-Ezkerra (I-E) est une coalition politique espagnole présente dans la Communauté forale de Navarre, formée initialement par Izquierda Unida de Navarra (IUN-NEB) et Batzarre pour participer aux élections autonomiques et municipales en 2011.